# Le Grand Méchant Zouk
Pour les articles homonymes, voir GMZ.
Le Grand Méchant Zouk (GMZ) est un album live de Kassav (1989) qui a décidé à ce moment de réunir les plus grands artistes du moment sur la même scène, accompagnés par les musiciens du groupe. 

## Description
Cette première édition du GMZ fut un succès important,. Un concert a eu lieu au Zénith en 2011 pour fêter les 20 ans du Grand Méchant Zouk.
Le titre est un clin d'œil à l'expression familière « grand méchant loup ».

## Pistes
1. Cocktail lavax
2. Balancé
3. Rété
4. L'Amour réciproque
5. Chalè
6. Mové
7. Caréssé mwin
8. Mikolo
9. Exil
10. Ich manman
11. Ayen pa mol
12. Mwin malad aw
13. Piblisité
14. Zouk la cé sèl médikaman nou ni

## Musiciens
- Chant lead masculin/chœurs : Jean-Philippe Marthély, Ralph Thamar, Jean-Luc Alger et Pascal Vallot
- Chant lead féminin/chœurs : Edith Lefel, Tanya Saint-Val et Marijosé Alie
- Guitares/chant : Jacob Desvarieux
- Basse/chant : Frédéric Caracas
- Guitares : Dominique Gengoul
- Basse (14) : Georges Décimus
- Claviers/chant : Ronald Rubinel
- Claviers : Mario Canonge
- Batterie : Claude Vamur
- Percussions : César Durcin
- Percussions/flûte/chant : Dédé Saint-Prix
- Trombones : Claude Romano et Hamid Belhocine
- Trompettes : Freddy Hovsepian et Jean-Pierre Ramirez
- Saxophone Alto : Claude Thirifays